# زتا² کژدم

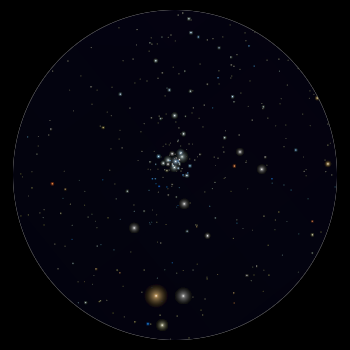
نمایی از محل قرارگیری ستارهٔ زتا² کژدم در منظومهٔ خورشیدی – ۲۰۰۹

زتا² کژدم یک ستاره است که در صورت فلکی کژدم قرار دارد.